# Carl Ernst Hinkefuß
Carl Ernst Hinkefuß (* 27. Dezember 1881 in Berlin; † 4. Juli 1970 in Fürstenberg/Havel) war ein deutscher Reklamekünstler, Graphiker und Verleger. Er gab die Zeitschrift Qualität von 1920 bis 1933 heraus. Diese wird als programmatisches Medium moderner Werbung und Gebrauchsgrafik der 1920er Jahre angesehen.

## Leben
Hinkefuß lernte Malerei, Grafik und Architektur an der Königlichen Akademie der Künste zu Berlin und am Kunstgewerbemuseum Berlin. Ab 1905 arbeitete er als Redakteur und Grafiker bei den Berliner Elektrizitätswerken, danach baute er die Werbeabteilung der Messinstrumentefirma Dr. Paul Meyer AG auf. Nach seiner Übersiedlung 1907 nach Dessau leitete er zunächst die Werbezentrale von Junkers & Co., und nach seiner Rückkehr nach Berlin ab 1909  die der Druckerei Kuno Bergmann. Ab 1910 arbeitete er in Berlin als selbständiger Reklamefachmann. Im Rahmen seiner Tätigkeit ab 1912 für den Berliner Drucker Otto Elsner arbeitete er mit dem Gebrauchsgrafiker und Buchkünstler Wilhelm Deffke zusammen. Gemeinsam entwarfen die beiden Grafiker die Druckunterlagen für die Imperator-Jungfernfahrt am 11. Juni 1913.
1913 unternahm Carl Ernst Hinkefuß eine Studienreise in die USA. Aus dem Militärdienst im Ersten Weltkrieg wurde er krankheitshalber ausgemustert. Von 1916 bis 1920 arbeiteten Hinkefuß und Deffke in der gemeinsam gegründeten Werbeagentur Wilhelmwerk - Pflegestätte Deutscher Werkkunst zusammen.
1919 wurde Hinkefuß Mitglied im Deutschen Werkbund. 1920 gründete er die Reklameagentur Internatio G.m.h.H. Internationale Propaganda für Qualitätserzeugnisse. Im Zentrum seiner Tätigkeit stand der Entwurf von Markenzeichen, in seinem Nachlass sind rund 400 Originalentwürfe von Schutzmarken und Firmenzeichen erhalten geblieben.
Ab 1920 gab er die Qualität. Zeitschrift für wirtschaftliche Bildung und Qualitätsproduktion heraus, die bis 1933 erschien. Der Vertrieb erfolgte ausschließlich im Abonnement, einzelne Hefte wurden gratis verschickt. Es erschienen Beiträge einer Reihe bekannter Autoren wie Hermann Muthesius, Theodor Heuss, Bruno Taut, Max Osborn, Hans Dominik, Peter Behrens und Artur Fürst – allerdings nur teilweise als Originalbeiträge. Die Qualität zeichnete sich durch teilweise farbige Abdrucke werbegrafischer Entwürfe Hinkefuß’, eine gediegene Gestaltung und qualitativ hochwertige Drucktechnik aus. Das Blatt orientierte sich an den ästhetischen Kriterien des Werkbundes und ab 1925 verstärkt am Bauhaus. Es richtete sich inhaltlich verstärkt auf Themen der Architektur aus. Auch moderne technische Entwicklungen wurden aufgegriffen. Ab 1926 druckte nicht mehr Otto Elsner das Blatt, sondern die Hofbuchdruckerei C. Dünnhaupt in Dessau, die unter anderem ab 1926 die Zeitschrift Bauhaus druckte. In diesem Zusammenhang kam es zu einem Briefwechsel mit Walter Gropius. Es erschien in der Folge eine Reihe von Nachdrucken zu Themen des Bauhauses. Ab 1930 stand jeweils eine einzelne Firma im Mittelpunkt eines Heftes. „Mit professioneller Gestaltung, moderner Typografie und anspruchsvoller Fotografie gelangen Hinkefuß so vorbildliche Beispiele für ‚rationelle Reklame‘.“ 1933 beendete Hinkefuß seine Arbeit an der Qualität, nach zwei weiteren Ausgaben wurde sie eingestellt.
1929 erschien sein Kinderbuch Mein Vogelparadies, gedruckt in einer Auflage von 1500 Stück. Auf schwarzem Papier mit silberner Schrift in Bauhaus-Typographie ergänzen kurze Texte stilisierte Abbildungen verschiedener Vogelarten.
Ab 1933 arbeitete Hinkefuß nicht weiter als Reklamefachmann und liquidierte auch seine Agentur Internatio – dies alles nicht zuletzt, um nicht politische Propaganda betreiben zu müssen. Denn er lehnte den Nationalsozialismus ab, auch aus inkompatiblen ästhetischen Vorstellungen.
1939 zog er nach Fürstenberg, betrieb Landwirtschaft und betätigte sich in kleinem Stil als Immobilienmakler.
Nach 1945 konnte er beruflich nicht mehr an seine frühere Tätigkeit anknüpfen. Bemühungen, in der jungen DDR Anerkennung zu finden, schlugen fehl. Er gab Malkurse für Laien und entwarf zeittypische Agitationskunst und Ausstellungsplakate eher in kleinem Rahmen.

## Werke
- Werbedrucke: Selbstverständliches über Werbedrucksachen. Buchausstattung: W.H. Deffke. Hrsg. u. herg. von Otto Elsner, Berlin: Elsnerdr., 1914.
- Handelsmarken und Fabrikzeichen: eine Werbeschrift. Wilhelmwerk – Carl Ernst Hinkefuss und Wilhelm H. Deffke – Pflegestaette deutscher Werkkunst. Berlin-Charlottenburg: Wilhelmwerk, 1917.
- 10 Jahre Deutsche Werbe-Graphik. Charlottenburg: Internatio, 1923.
- Mein Vogelparadies. Dessau 1929.